# Епсилон Косинця
Епсилон Косинця, латинізоване від ε Normae, — потрійна зоряна система синьо-білого відтінку в південному сузір'ї Косинця. Вона має видиму зоряну величину 4,47, що є достатньо яскравою, щоб її можна було побачити неозброєним оком. На основі річного зсуву паралакса має вагу 6,15 мас Сонця, як видно із Землі, система розташована близько 530 світлових років від Сонця. На цій відстані візуальна зоряна величина зменшується на коефіцієнт екстинкції 0,21 через міжзоряний пил.
Внутрішня пара утворює дволінійну спектроскопічну подвійну систему з орбітальним періодом 3,26 днів і ексцентриситетом 0,13. Обидві зірки виглядають подібними зірками головної послідовності типу B із класифікацією зірок B4 V. Третій компонент має кутове розділення 22,8 секунди дуги від внутрішньої пари, і, швидше за все, є меншою зіркою головної послідовності B-типу спектрального типу B9V. Система відносно молода, орієнтовний вік близько 50 років мільйонів років.